# Vương quốc Ai Cập
Vương quốc Ai Cập (tiếng Ả Rập: المملكة المصرية; tiếng Ả Rập Ai Cập: المملكه المصريه El-Mamlaka l-Maṣreyya, "Vương quốc Ai Cập") là quốc gia độc lập de jure được thành lập dưới sự cai trị của Nhà Muhammad Ali năm 1922 sau tuyên bố độc lập bởi Vương quốc Liên hiệp Anh và Ireland. Cho đến khi Hiệp ước Anh-Ai Cập năm 1936 được ký kết, Vương quốc trên danh nghĩa là độc lập, từ khi Anh vẫn nắm quyền kiểm soát các chính sách ngoại giao, truyền thông, quân đội và Sudan thuộc Anh-Ai Cập. Giữa năm 1936 và năm 1952, Anh tiếp tục duy trì sự hiện diện quân đội và cố vấn chính trị, ở mức độ hạn chế.

## Lịch sử
Năm 1914, khi Abbas ủng hộ Đế quốc Ottoman và Đồng minh trong Chiến tranh thế giới thứ nhất, nó đã bị người Anh phế truất và được thay thế bởi người chú Hussein Camille. Chủ quyền của Osman xông lên Ai Cập, vốn chỉ được điều chỉnh hợp pháp từ năm 1805, hiện đã chính thức chấm dứt. Hussein Kamel được tuyên bố là Quốc vương Ai Cập, trở thành lãnh thổ bảo hộ của Anh.